# Convocazioni per la Coppa del mondo per club FIFA 2007
Elenco dei giocatori convocati da ciascun club partecipante alla Coppa del mondo per club FIFA 2007.

## Club

### Waitakere United
| N. |                           | Ruolo | Calciatore        |
| -- | ------------------------- | ----- | ----------------- |
| 1  | Nuova Zelanda (bandiera)  | P     | Richard Gillespie |
| 2  | Nuova Zelanda (bandiera)  | D     | Jonathan Perry    |
| 3  | Nuova Zelanda (bandiera)  | D     | Shane Pascoe      |
| 4  | Nuova Zelanda (bandiera)  | D     | Matt Cunneen      |
| 5  | Nuova Zelanda (bandiera)  | D     | Danny Hay         |
| 6  | Inghilterra (bandiera)    | D     | Darren Bazley     |
| 7  | Nuova Zelanda (bandiera)  | C     | Jason Hayne       |
| 8  | Isole Salomone (bandiera) | A     | Commins Menapi    |
| 9  | Isole Salomone (bandiera) | A     | Benjamin Totori   |
| 10 | Nuova Zelanda (bandiera)  | C     | Allan Pearce      |
| 11 | Inghilterra (bandiera)    | C     | Neil Sykes        |
| 13 | Nuova Zelanda (bandiera)  | A     | Daniel Koprivčić  |

| N. |                          | Ruolo | Calciatore       |
| -- | ------------------------ | ----- | ---------------- |
| 14 | Nuova Zelanda (bandiera) | C     | Hoani Edwards    |
| 15 | Galles (bandiera)        | C     | Christopher Bale |
| 16 | Inghilterra (bandiera)   | D     | Neil Emblen      |
| 17 | Nuova Zelanda (bandiera) | C     | Jake Butler      |
| 19 | Nuova Zelanda (bandiera) | D     | Mikael Munday    |
| 20 | Nuova Zelanda (bandiera) | D     | Jason Rowley     |
| 21 | Nuova Zelanda (bandiera) | D     | Graham Pearce    |
| 22 | Nuova Zelanda (bandiera) | P     | Simon Eaddy      |
| 27 | Nuova Zelanda (bandiera) | D     | Tom Webb         |
| 28 | Nuova Zelanda (bandiera) | P     | Arran Rowley     |
| 33 | Galles (bandiera)        | C     | Paul Seaman      |
|    | Nuova Zelanda (bandiera) | All.  | Chris Milicich   |

### Pachuca
| N. |                      | Ruolo | Calciatore          |
| -- | -------------------- | ----- | ------------------- |
| 1  | Colombia (bandiera)  | P     | Miguel Calero       |
| 2  | Messico (bandiera)   | D     | Leobardo López      |
| 3  | Paraguay (bandiera)  | D     | Julio Manzur        |
| 4  | Messico (bandiera)   | D     | Marco Pérez         |
| 6  | Messico (bandiera)   | C     | Jaime Correa        |
| 7  | Argentina (bandiera) | A     | Damián Álvarez      |
| 8  | Argentina (bandiera) | C     | Gabriel Caballero   |
| 9  | Messico (bandiera)   | A     | Rafael Márquez Lugo |
| 10 | Colombia (bandiera)  | C     | Andrés Chitiva      |
| 11 | Messico (bandiera)   | A     | Juan Carlos Cacho   |
| 12 | Messico (bandiera)   | P     | Alfonso Blanco      |
| 13 | Messico (bandiera)   | D     | Fernando Salazar    |

| N. |                      | Ruolo | Calciatore         |
| -- | -------------------- | ----- | ------------------ |
| 14 | Messico (bandiera)   | D     | Marvin Cabrera     |
| 16 | Messico (bandiera)   | C     | Gerardo Rodríguez  |
| 17 | Messico (bandiera)   | A     | Edy Brambila       |
| 18 | Colombia (bandiera)  | A     | Luis Gabriel Rey   |
| 19 | Argentina (bandiera) | C     | Christian Giménez  |
| 20 | Messico (bandiera)   | P     | Humberto Hernández |
| 21 | Messico (bandiera)   | D     | Fausto Pinto       |
| 22 | Messico (bandiera)   | D     | Paul Aguilar       |
| 24 | Messico (bandiera)   | C     | Raúl Martínez      |
| 28 | Messico (bandiera)   | C     | Luis Montes        |
| 30 | Messico (bandiera)   | P     | Rodolfo Cota       |
|    | Messico (bandiera)   | All.  | Enrique Meza       |

### Milan
| N. |                        | Ruolo | Calciatore         |
| -- | ---------------------- | ----- | ------------------ |
| 1  | Brasile (bandiera)     | P     | Nelson Dida        |
| 2  | Brasile (bandiera)     | D     | Cafu               |
| 3  | Italia (bandiera)      | D     | Paolo Maldini      |
| 4  | Georgia (bandiera)     | D     | K'akhaber K'aladze |
| 5  | Brasile (bandiera)     | C     | Emerson            |
| 8  | Italia (bandiera)      | C     | Gennaro Gattuso    |
| 9  | Italia (bandiera)      | A     | Filippo Inzaghi    |
| 10 | Paesi Bassi (bandiera) | C     | Clarence Seedorf   |
| 11 | Italia (bandiera)      | A     | Alberto Gilardino  |
| 13 | Italia (bandiera)      | D     | Alessandro Nesta   |
| 16 | Australia (bandiera)   | P     | Željko Kalac       |
| 17 | Croazia (bandiera)     | D     | Dario Šimić        |

| N. |                      | Ruolo | Calciatore        |
| -- | -------------------- | ----- | ----------------- |
| 18 | Rep. Ceca (bandiera) | D     | Marek Jankulovski |
| 19 | Italia (bandiera)    | D     | Giuseppe Favalli  |
| 20 | Francia (bandiera)   | C     | Yoann Gourcuff    |
| 21 | Italia (bandiera)    | C     | Andrea Pirlo      |
| 22 | Brasile (bandiera)   | C     | Kaká              |
| 23 | Italia (bandiera)    | C     | Massimo Ambrosini |
| 25 | Italia (bandiera)    | D     | Daniele Bonera    |
| 29 | Italia (bandiera)    | P     | Valerio Fiori     |
| 27 | Brasile (bandiera)   | D     | Serginho          |
| 32 | Italia (bandiera)    | C     | Cristian Brocchi  |
| 44 | Italia (bandiera)    | D     | Massimo Oddo      |
|    | Italia (bandiera)    | All.  | Carlo Ancelotti   |

### Boca Juniors
| N. |                      | Ruolo | Calciatore           |
| -- | -------------------- | ----- | -------------------- |
| 1  | Argentina (bandiera) | P     | Javier Hernán García |
| 2  | Argentina (bandiera) | D     | Matías Silvestre     |
| 3  | Paraguay (bandiera)  | D     | Claudio Morel        |
| 4  | Argentina (bandiera) | D     | Hugo Ibarra          |
| 5  | Argentina (bandiera) | C     | Sebastián Battaglia  |
| 6  | Argentina (bandiera) | D     | Matías Cahais        |
| 8  | Argentina (bandiera) | C     | Pablo Ledesma        |
| 9  | Argentina (bandiera) | A     | Martín Palermo       |
| 11 | Argentina (bandiera) | C     | Leandro Gracián      |
| 12 | Argentina (bandiera) | P     | Mauricio Caranta     |
| 14 | Argentina (bandiera) | A     | Rodrigo Palacio      |
| 15 | Uruguay (bandiera)   | C     | Álvaro González      |

| N. |                      | Ruolo | Calciatore         |
| -- | -------------------- | ----- | ------------------ |
| 16 | Argentina (bandiera) | D     | Juan Krupoviesa    |
| 17 | Argentina (bandiera) | A     | Mauro Boselli      |
| 19 | Argentina (bandiera) | C     | Neri Cardozo       |
| 20 | Argentina (bandiera) | D     | Jonathan Maidana   |
| 21 | Uruguay (bandiera)   | A     | Carlos Bueno       |
| 22 | Colombia (bandiera)  | C     | Fabián Vargas      |
| 23 | Argentina (bandiera) | C     | Jesús Dátolo       |
| 24 | Argentina (bandiera) | C     | Éver Banega        |
| 25 | Argentina (bandiera) | P     | Pablo Migliore     |
| 27 | Argentina (bandiera) | C     | Nicolás Bertolo    |
| 29 | Argentina (bandiera) | D     | Gabriel Paletta    |
|    | Argentina (bandiera) | All.  | Miguel Ángel Russo |

### Urawa Red Diamonds
| N. |                     | Ruolo | Calciatore          |
| -- | ------------------- | ----- | ------------------- |
| 1  | Giappone (bandiera) | P     | Norihiro Yamagishi  |
| 2  | Giappone (bandiera) | D     | Keisuke Tsuboi      |
| 3  | Giappone (bandiera) | C     | Hajime Hosogai      |
| 4  | Giappone (bandiera) | D     | Marcus Tulio Tanaka |
| 5  | Brasile (bandiera)  | D     | Nenê                |
| 6  | Giappone (bandiera) | C     | Nobuhisa Yamada     |
| 8  | Giappone (bandiera) | C     | Shinji Ono          |
| 9  | Giappone (bandiera) | A     | Yūichirō Nagai      |
| 11 | Giappone (bandiera) | A     | Tatsuya Tanaka      |
| 12 | Giappone (bandiera) | D     | Shunsuke Tsutsumi   |
| 13 | Giappone (bandiera) | C     | Keita Suzuki        |
| 14 | Giappone (bandiera) | C     | Tadaaki Hirakawa    |

| N. |                     | Ruolo | Calciatore         |
| -- | ------------------- | ----- | ------------------ |
| 16 | Giappone (bandiera) | C     | Takahito Sōma      |
| 17 | Giappone (bandiera) | C     | Makoto Hasebe      |
| 18 | Giappone (bandiera) | A     | Junki Koike        |
| 19 | Giappone (bandiera) | C     | Hideki Uchidate    |
| 20 | Giappone (bandiera) | C     | Satoshi Horinouchi |
| 21 | Brasile (bandiera)  | A     | Washington         |
| 22 | Giappone (bandiera) | C     | Yūki Abe           |
| 23 | Giappone (bandiera) | P     | Ryōta Tsuzuki      |
| 27 | Giappone (bandiera) | C     | Yoshiya Nishizawa  |
| 28 | Giappone (bandiera) | P     | Nobuhiro Kato      |
| 30 | Giappone (bandiera) | A     | Masayuki Okano     |
|    | Germania (bandiera) | All.  | Holger Osieck      |

### Étoile du Sahel
| N. |                       | Ruolo | Calciatore                |
| -- | --------------------- | ----- | ------------------------- |
| 1  | Tunisia (bandiera)    | P     | Aymen Mathlouthi          |
| 2  | Tunisia (bandiera)    | D     | Saïf Ghezal               |
| 3  | Tunisia (bandiera)    | A     | Slim Jedaied              |
| 4  | Tunisia (bandiera)    | D     | Radhouène Felhi           |
| 5  | Tunisia (bandiera)    | D     | Ammar El Jemal            |
| 6  | Tunisia (bandiera)    | D     | Hatem Bejaoui             |
| 7  | Capo Verde (bandiera) | A     | Gilson Manuel Silva Alves |
| 9  | Tunisia (bandiera)    | A     | Amine Chermiti            |
| 10 | Tunisia (bandiera)    | C     | Afouène Gharbi            |
| 11 | Tunisia (bandiera)    | D     | Mehdi Meriah              |
| 13 | Tunisia (bandiera)    | D     | Saber Ben Frej            |
| 14 | Guinea (bandiera)     | C     | Mohamed Sacko             |

| N. |                    | Ruolo | Calciatore          |
| -- | ------------------ | ----- | ------------------- |
| 15 | Tunisia (bandiera) | D     | Mahmoud Khemiri     |
| 16 | Tunisia (bandiera) | P     | Nadim Thabet        |
| 18 | Tunisia (bandiera) | C     | Mejdi Traoui        |
| 19 | Tunisia (bandiera) | C     | Mohamed Ali Nafkha  |
| 20 | Tunisia (bandiera) | C     | Khaled Melliti      |
| 21 | Tunisia (bandiera) | D     | Mejdi Ben Mohamed   |
| 24 | Ghana (bandiera)   | C     | Moussa Narry        |
| 25 | Benin (bandiera)   | C     | Muri Ogunbiyi       |
| 26 | Tunisia (bandiera) | C     | Bassem Ben Nasser   |
| 27 | Tunisia (bandiera) | P     | Ahmed Jaouachi      |
| 28 | Tunisia (bandiera) | A     | Mehdi Ben Dhifallah |
|    | Francia (bandiera) | All.  | Bertrand Marchand   |

### Sepahan
| N. |                    | Ruolo | Calciatore              |
| -- | ------------------ | ----- | ----------------------- |
| 1  | Iran (bandiera)    | P     | Abbas Mohammadi         |
| 3  | Iran (bandiera)    | D     | Reza Talabeh            |
| 4  | Iran (bandiera)    | C     | Moharram Navidkia       |
| 5  | Iran (bandiera)    | D     | Hadi Aghily             |
| 6  | Iran (bandiera)    | C     | Jalal Akbari            |
| 7  | Iran (bandiera)    | C     | Farshad Bahadorani      |
| 8  | Iran (bandiera)    | D     | Mohsen Bengar           |
| 9  | Iran (bandiera)    | C     | Hadi Jafari             |
| 11 | Iran (bandiera)    | C     | Hossein Kazemi          |
| 12 | Iraq (bandiera)    | C     | Abdul-Wahab Abu Al-Hail |
| 13 | Iran (bandiera)    | A     | Mahmoud Karimi          |
| 14 | Nigeria (bandiera) | A     | Kabir Bello             |

| N. |                    | Ruolo | Calciatore              |
| -- | ------------------ | ----- | ----------------------- |
| 15 | Iran (bandiera)    | P     | Amirhossein Sadeghzadeh |
| 17 | Georgia (bandiera) | D     | Jaba Mujiri             |
| 20 | Iraq (bandiera)    | C     | Emad Mohammed           |
| 21 | Iran (bandiera)    | C     | Saeid Bayat             |
| 22 | Iran (bandiera)    | P     | Mohammad Savari         |
| 23 | Iran (bandiera)    | A     | Seyed Mohammad Salehi   |
| 25 | Iran (bandiera)    | C     | Ebrahim Loveinian       |
| 26 | Iran (bandiera)    | A     | Jalaledin Alimohammadi  |
| 27 | Iran (bandiera)    | C     | Abolhassan Jafari       |
| 28 | Iran (bandiera)    | C     | Ehsan Hajysafi          |
| 30 | Iran (bandiera)    | C     | Hossein Papi            |
|    | Croazia (bandiera) | All.  | Luka Bonačić            |